# Anders Palmér

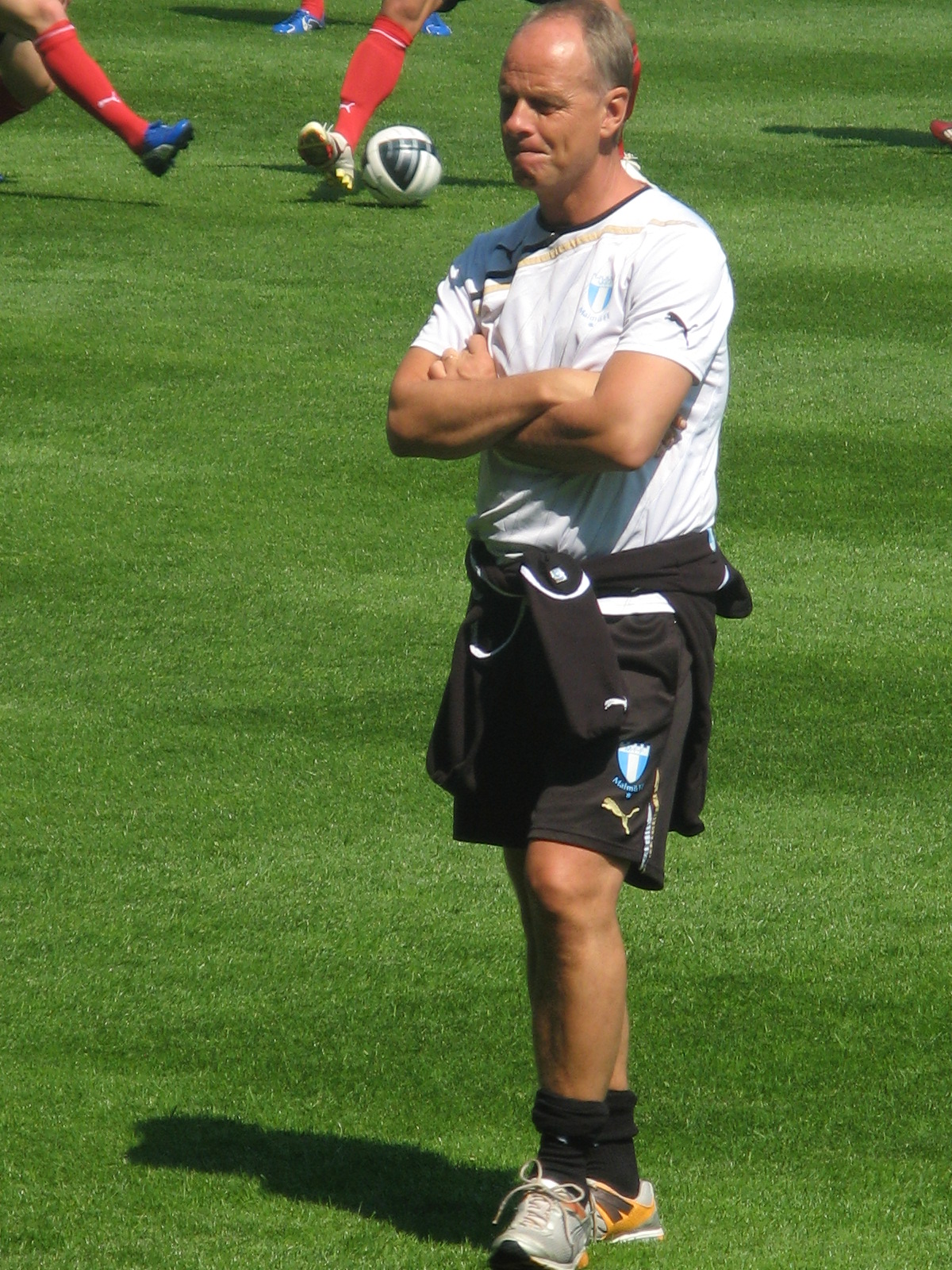
Palmer als Assistenztrainer bei Malmö (2011)

Anders Palmér (* 24. April 1960) ist ein schwedischer ehemaliger Fußballspieler. Der Mittelfeldspieler, der zwischen 1983 und 1987 in zwölf Länderspielen für die schwedische Nationalmannschaft auflief, gewann mit Malmö FF jeweils zweimal den schwedischen Meistertitel und den Landespokal.

## Werdegang
Der Sohn des langjährigen Italienprofis Karl-Erik Palmér begann als Zehnjähriger mit dem Fußballspielen beim Malmö FF, wo auch sein Vater seine Laufbahn begonnen hatte, und durchlief in der Folge die einzelnen Jugendmannschaften des Klubs. In der Spielzeit 1980 rückte er in den Kader der in der Allsvenskan antretenden Männermannschaft auf. Wenngleich anfangs hauptsächlich Ergänzungsspieler, wechselte er in der Winterpause 1981/82 auf Leihbasis in die nordamerikanische NASL zum kanadischen Klubs Vancouver Whitecaps.
Nach seiner Rückkehr zum Malmö FF Anfang 1982 etablierte sich Palmér unter Trainer Keith Blunt an der Seite von Roland Andersson, Björn Nilsson, Roy Andersson und Thomas Sjöberg in der Stammformation und gehörte auch unter dessen Nachfolger Tord Grip über weite Strecken zu den Stammspielern. 1983 avancierte er zudem zum Nationalspieler, unter Nationaltrainer Lars Arnesson debütierte er im November beim 5:0-Erfolg gegen die Auswahlmannschaft von Trinidad und Tobago. Ein Jahr später gewann er mit dem Klub den ersten Titel. Beim 1:0-Endspielsieg im Pokalfinale gegen den Zweitligisten Landskrona BoIS wurde er in der 65. Spielminute für Mats Arvidsson eingewechselt. Trotz des Titelgewinns holte der Verein vor der Spielzeit 1985 mit Roy Hodgson einen neuen Trainer. Unter dessen Leitung dominierte der Klub die Liga, die er fünfmal in Folge als Tabellenführer beendete. Jedoch nur in den Spielzeiten 1986 und 1988 war die Mannschaft auch in den Meisterschafts-Play-Offs erfolgreich und holte den Meistertitel nach Schonen. 1986 holte die Mannschaft zudem das Double, beim 2:1-Erfolg über IFK Göteborg im Pokalfinale erzielte Palmér den Treffer zum Endstand. Gegen Ende der 1980er Jahre rückte er jedoch zunehmend ins zweite Glied. Insbesondere Joakim Nilsson, Stefan Schwarz und Jonas Thern verdrängten ihn von seiner angestammten Position im Mittelfeld. Hodgson legte ihm daher einen Vereinswechsel nahe und beim Pokalsieg 1989 – Djurgårdens IF wurde im Endspiel mit einem 3:0-Erfolg besiegt – stand er daher nicht auf dem Spielfeld.
Palmér wechselte Anfang 1990 zum regionalen Rivalen Trelleborgs FF in die zweite Liga. Mit der Mannschaft erreichte er unter Trainer Tom Prahl in der Herbstserie die Kvalsvenskan der Erstliga-Spielzeit 1991 und stieg als Tabellenzweiter in die Allsvenskan auf. In der folgenden Frühjahrsserie überraschte er an der Seite von Mats Lilienberg, Leif Engqvist, Jan Möller und Patrik Larsson als Tabellendritter, mit einem vierten Rang in der Herbstmeisterschaft verpasste der Verein nur knapp den Europapokal. In den beiden folgenden Spielzeiten verpasste er keine Partie, ehe er seine Karriere ab 1995 unterklassig ausklingen ließ.
2002 kehrte Palmér als Assistenztrainer von Tom Prahl zu Malmö FF zurück, verließ den Klub jedoch nach zwei Spielzeiten. Erneut wechselte er zum Trelleborgs FF, wo er an der Seite von Lasse Larsson als Assistent von Conny Karlsson fungierte. 2006 übernahm er parallel einen Posten als Nachwuchstrainer bei Malmö FF und war Trainer des Amateurvereins MF Pelister. Während er in Zusammenarbeit mit Tore Cervin den Nachwuchs 2007 zur schwedischen Meisterschaft brachte, führte er den Amateurklub mit drei Aufstiegen bis 2009 in die fünfte Liga, ehe er dort im Herbst des Jahres das Ende seines Engagements verkündete. Anfang 2011 rückte er erneut zum Assistenztrainer bei Malmö FF auf, da Roland Nilssons bisheriger Assistent Josep Clotet Ruiz als Cheftrainer zum Halmstads BK gewechselt war.